# خريطة متسقة الجهد
خرائط متسقة الجهد هي مقياس للإمكانات الكهروستاتيكية في الفضاء. تشير المشتقات المكانية للحقل الكهروستاتيكي إلى ملامح المجال الكهروستاتيكي ، لذلك تظهر خرائط متسقة الجهد حيث قد يتفاعل جزيء مشحون آخر ، باستخدام خطوط سطحية متساوية الجهد (isopotentials).